# Viskoznost
Viskoznost (prema kasnolat. viscosus: ljepljiv), viskozitet, žilavost tekućine ili koeficijent unutarnjeg trenja je trenje nastalo pri strujanju fluida (tekućine ili plina) zbog različite brzine gibanja njegovih slojeva. Uzrok su viskoznosti međumolekulske kohezijske sile u fluidu i adhezijske sile između fluida i krutoga tijela kroz koje se strujanje odvija. Slojevi fluida uz stijenke posude (cijevi, korita rijeke i tako dalje) usporavaju brže slojeve. Sila F na jedinicu površine između dvaju slojeva fluida razmjerna je gradijentu relativne brzine v, to jest brzini kojom se relativna brzina gibanja mijenja od sloja do sloja dy:
{\displaystyle F=-\,\eta \cdot {\frac {dv}{dy}}}
Predznak – pokazuje da sila djeluje suprotno smjeru brzine gibanja. Koeficijent viskoznosti η naziva se dinamička viskoznost, a mjeri se u paskalsekundama (Pas). Tako na primjer koeficijent viskoznosti glicerola na sobnoj temperaturi iznosi 1,4 Pas, vode 0,001 Pas, a zraka 17 × 10–6 Pas. Koeficijent viskoznosti smanjuje se s povećanjem temperature, jer toplinsko gibanje smanjuje privlačne međumolekulske sile. Koeficijenti viskoznosti različitih stakala, smole i slično, veoma su veliki, u pravilu veći od 109 Pas.
Viskoznost fluida uzrokuje i otpor gibanju čvrstih tijela kroz fluid. Sila otpora ovisi o dimenzijama i obliku tijela, brzini gibanja kroz fluid, koeficijentu viskoznosti η i gustoći ρ fluida. Za kuglu polumjera r koja se brzinom v giba u fluidu viskoznosti η, ili se taj fluid giba oko nje, ta je sila Fd jednaka (Stokesov zakon):
{\displaystyle F_{d}=6\cdot \pi \cdot \mu \cdot r\cdot v}
Taj zakon vrijedi samo za male brzine strujanja fluida (laminarno strujanje). Za veće brzine strujanje postaje turbulentno i sila otpora povećava se s kvadratom brzine. Dinamička svojstva strujanja tijela u viskoznom mediju opisana su bezdimenzionalnom konstantom, takozvanim Reynoldsovim brojem.
Kinematička viskoznost omjer je dinamičke viskoznosti η i gustoće fluida ρ, dakle:
{\displaystyle \nu ={\frac {\eta }{\rho }}}
Jedinica je kinematičke viskoznosti kvadratni metar po sekundi (m2/s), određena kao kinematička viskoznost fluida kojoj je dinamička viskoznost jedna paskalsekunda, a gustoća jedan kilogram po kubičnome metru.

## Objašnjenje
Ako se sjetimo valova u moru, onda znamo da su najsnažniji na površini a s porastom dubine skoro pa nestaju. To je zbog vjetra koji površinu vode pomiče, većom brzinom na površini koja postupno opada s porastom dubine vode.
Zamislimo si dvije ploče površine A, između kojih se nalazi fluid (debljine y) koji se zbog adhezivnih sila i trenja lijepi za površine ploča. Fluid između ploča možemo podijeliti u više slojeva. Ako jednu od ploča P1 krenemo pomicati brzinom v u smjeru x, tada će se sloj fluida najbliži ploči također pomicati brzinom v u smjeru x. Zbog kohezivnih sila unutar fluida je za očekivati da će se i daljni slojevi početi pomicat, ali sa smanjenjem brzine proporcionalno udaljenošću od pokretne ploče. Smanjenje brzine uzrokuje trenje u fluidu.
Možemo zaključiti da je sila F potrebna za pomicanje ploče P1 razmjerna s njenom površinom A (veća površina = potrebna veća sila za pomicanje zbog veće količine tekućine koja se miče u skladu s pločom), razmjerna je s brzinom v i obrnuto razmjerna udaljenosti među pločama y ( y = više slojeva fluida = potrebna veća sila za pomicanje svih slojeva).
{\displaystyle F\approx A} i {\displaystyle F\approx {v}} i {\displaystyle F\approx {\frac {1}{y}}}. 
iz čega proizlazi da je:     
{\displaystyle F\approx {\frac {A\cdot v}{y}}}. 
i završna jednadžba je:
{\displaystyle F=\eta \cdot {\frac {A\cdot v}{y}}}.
gdje η predstavlja koeficijent viskoznosti.
Neke tvari i njihov koeficijent viskoznosti η:
| Fluid | voda (20°C) | voda (100°C) | etanol (20°C) | krv (37°C) | mot. ulje SAE30 (0°C) | mot. ulje SAE30 (20°C) | benzin (20°C) | zrak (20°C) | zrak (70°C) | vodik (20°C) |
| η     | 1           | 0,28         | 0,11          | 4          | 110                   | 30                     | 0,29          | 0,018       | 0,0195      | 0,0009       |

Viskoznost motornih ulja označava se posebnom SAE skalom američke udruge automobilskih inženjera. Veći broj oznake označuje veću viskoznost. U motorima automobila se zato zimi preporučuje uporaba ulja SAE 10 zimi, a SAE 30 ljeti. U mjenjaču automobila koristi se SAE 90.
Tvari vrlo velike viskoznosti na prijelazu su između amorfnih čvrstih tijela i tekućina. U većini tekućina viskoznost se smanjuje zagrijavanjem. U preradi plastičnih masa, gume ili polimera susreću se nenjutnovske tekućine (eng. Non-Newtonian fluids) kojima je osobina povećavanje viskoznosti zagrijavanjem.

## Relativna viskoznost
Realne tekućine razlikuju se od idealnih pojavom trenja sa stijenkama posude i trenja u tekućini. Pustimo li da kroz jedan lijevak curi 1 litra vode, a kroz drugi 1 litra ulja, uvjerit ćemo se da će prije proteći voda nego ulje. Ta razlika u vremenu protjecanja nastaje zbog unutarnjeg trenja u tekućini koja se zove viskoznost ili žilavost tekućine, odnosno koeficijent unutarnjeg trenja. Prema tome je viskoznost ulja veća od viskoznosti vode. Viskoznost nema nikakve veze s gustoćom tekućine. Tako na primjer tekuća ljepila imaju i stotinu tisuća puta veću viskoznost od vode, dok im je gustoća otprilike jednaka s gustoćom vode pri jednakoj temperaturi. Viskoznost je naročito važna kod ulja za podmazivanje strojnih dijelova, jer o njoj ovisi trošenje tih dijelova, a i sam potrošak ulja. 
Viskoznost ili viskozitet mjeri se obično u Englerovim stupnjevima (oznaka °E) pomoću posebnog aparata, takozvanog Englerova viskozimetra. Za pojedina ulja viskozitet se mjeri kod one temperature na kojoj se nalazi ulje za vrijeme rada. Tako je kod ulja za instrumente i vretena važan viskozitet kod 20 °C (293 K). Kod ulja za strojeve viskoznost se mjeri kod 50 °C (323 K), a kod motornih i cilindarskih ulja kod 100 °C (373 K). Prije mjerenja ulje se mora procijediti s rupicama promjera 0,3 mm. Zatim se ulje zagrije na propisanu temperaturu i ulije u unutarnju posudu viskozimetra. Ta posuda ima na dnu izlaznu cjevčicu koja se zatvara iglom. Dva termometra služe za mjerenje temperature. Nakon toga ulje se ispušta u menzuru od 200 cm3 i mjeri vrijeme za koje je ta količina ulja protekla. Sada se podijeli vrijeme u sekundama, za koje je proteklo 200 cm3 ulja kod određene temperature, vremenom u sekundama, za koje proteče kroz viskozimetar ista količina, to jest 200 cm3 destilirane vode kod 20 °C (293 K), te izračuna viskoznost. Ta viskoznost koja se računa s obzirom na vodu zove se relativna viskoznost. Tako je relativna viskoznost kod 20 °C vode 1; alkohola 16; glicerina 850; žive 1,5. 
Srednje vrijednosti viskoznosti ulja koje se najviše upotrebljava jesu: automobilsko ulje “zimsko” 8 °E kod 50 °C (323 K) i automobilsko ulje “ljetno” 20 °E kod 50 °C (323 K). Zimi se, naime, kod automobila upotrebljava ulje manje viskoznosti jer ono postaje gušće zbog niske temperature, dok ljeti obratno.